# Playing with Fire (Brollelåt)
Playing with Fire är en sång skriven av Niclas Frisk och Andreas Mattsson, och inspelad av Brolle på albumet Rebellious Heart från 2002., samt utgiven på singel samma år, med "Valley of Love" som B-sida.
Den låg även på Trackslistan i sammanlagt 12 veckor under perioden 30 mars-15 juni 2002, med fjärdeplats som högsta placering.

## Listplaceringar
| Lista (2002) | Topplacering |
| ------------ | ------------ |
| Sverige      | 3            |

### Fotnoter
1. ↑  ”Rebellious heart / Brolle Jr”. Svensk mediedatabas. 28 februari 2002. http://smdb.kb.se/catalog/id/001550793. Läst 10 januari 2016.
2. ↑  ”Rebellious heart / Brolle Jr”. Svensk mediedatabas. 28 februari 2002. http://smdb.kb.se/catalog/id/001551273. Läst 10 januari 2016.
3. ↑  ”Playing with fire / Brolle Jr”. Svensk mediedatabas. 28 februari 2002. http://smdb.kb.se/catalog/id/001549164. Läst 10 januari 2016.
4. ↑  ”Playing with Fire”. Nostalgisidan. 28 februari 2002. http://www.nostalgilistan.se/brolle-jr-768/playing-with-fire-6410. Läst 10 januari 2016.
5. ↑  ”Playing with Fire”. Swedishcharts. 28 februari 2002. http://www.swedishcharts.com/showitem.asp?interpret=Brolle+Jr&titel=Playing+With+Fire&cat=s. Läst 10 januari 2016.